# 陳坤
陳坤（チェン・クン、1976年2月4日 - ）は、中華人民共和国の俳優・歌手。日本では映画『小さな中国のお針子』やテレビドラマ『雨のシンフォニー』『さよならバンクーバー』『華の家族』等の主演作で知られる。北京電影学院出身。

## 主な作品

### 映画
- （国歌） 1998年
- 小さな中国のお針子（巴爾扎克与小裁縫） 2002年
- 恋愛中のパオペイ（恋愛中的宝貝儿） 2002年（第17回東京国際映画祭で上映）
- （鴛鴦蝴蝶、別題：抹茶之恋味） 2004年
- （理髪師） 2006年
- 雲水謡（雲水謡） 2006年
- （門） 2006年
- プレイボーイ・コップス （花花型警） 2008年
- 画皮 あやかしの恋（画皮） 2008年
- ムーラン（花木蘭） 2009年
- 建国大業（建国大業） 2009年（第22回東京国際映画祭で上映）
- さらば復讐の狼たちよ（譲子弾飛） 2010年
- 肩の上の蝶（肩上蝶） 2011年（2011東京／札幌・中国映画週間で上映）
- 赤い星の生まれ（建党偉業） 2011年（2011東京／札幌・中国映画週間で上映）
- ドラゴンゲート 空飛ぶ剣と幻の秘宝（龍門飛甲） 2011年
- ラブ・オン・クレジット（幸福額度） 2011年
- 妖魔伝 レザレクション（画皮II） 2012年
- グォさんの仮装大賞（飛越老人院） 2012年
- 越境（過界） 2013年（2014第9回大阪アジアン映画祭で上映）
- ライズ・オブ・シードラゴン 謎の鉄の爪（狄仁傑之神都龍王） 2013年
- 魔界戦記 〜雪の精と闇のクリスタル〜（鍾馗伏魔 雪妖魔霊） 2015年
- ロスト・レジェンド 失われた棺の謎（鬼吹灯之尋龍訣） 2015年
- （火鍋英雄）2016年
- （美好的意外）2017年
- 陰陽師:二つの世界（侍神令） 2021年（日本ではNetflix配信）

### テレビドラマ
- 雨のシンフォニー（像霧像雨又像風） 2000年
- （粉紅女郎） 2001年
- 華の家族（金粉世家） 2002年
- さよならバンクーバー（別了、温哥華） 2003年
- 恋する爆竹（雙響炮） 2003年
- 恋・愛・都・市 恋がしたい（好想好想談恋愛） 2004年
- 争覇 越王に仕えた男（争覇伝奇） 2005年
- （新不了情） 2006年
- （朱家花園） 2007年
- （故夢） 2008年
- 鳳凰の飛翔（天盛長歌）2018年
- （脱身）2018年
- ライバルと恋に落ちる方法（输赢）2021年
- 風起隴西＜ふうきろうせい＞-SPY of Three Kingdoms-（风起陇西）2022年